# Robertus frontatus
Robertus frontatus är en spindelart som först beskrevs av Banks 1892.  Robertus frontatus ingår i släktet fuktspindlar, och familjen klotspindlar. Inga underarter finns listade i Catalogue of Life.